# Laignelet
Laignelet é uma comuna francesa na região administrativa da Bretanha, no departamento Ille-et-Vilaine. Estende-se por uma área de 14,84 km². Em 2010 a comuna tinha 1 193 habitantes (densidade: 80,4 hab./km²).